# Großsteingräber bei Brzesko
Die Großsteingräber bei Brzesko (auch Großsteingräber bei Brietzig genannt) waren mindestens sieben megalithische Grabanlagen der jungsteinzeitlichen Trichterbecherkultur bei Brzesko (deutsch Brietzig), einem Ortsteil der Gmina Pyrzyce (deutsch Pyritz) in der Woiwodschaft Westpommern in Polen. Sie wurden im 19. Jahrhundert zerstört.

## Lage
Grab 1 lag 2000 Schritt (ca. 1,5 km) östlich des Orts, Grab 2 weitere 500 Schritt (ca. 375 m) östlich. Grab 3 lag 50 Schritt (ca. 38 m) nördlich von Grab 2. Grab 4 befand sich 100 Schritt (ca. 75 m) nordwestlich von Grab 1. Grab 5 lag 500 Schritt (ca. 375 m) südöstlich des Orts. Etwa 2000 Schritt (ca. 1,5 km) nordwestlich von Brzesko lagen nahe beieinander die Gräber 6 und 7. In der Nähe all dieser Gräber befanden sich weitere Anlagen, bei denen es sich aber wohl größtenteils um Grabhügel gehandelt hat.

## Beschreibung

### Grab 1
Grab 1 besaß eine ost-westlich orientierte Grabkammer in einem länglichen Hügel. Die Kammer hatte eine Breite von 4 Fuß (ca. 1,5 m). Um 1825 waren noch fünf Wandsteinpaare an den Langseiten sowie je ein Abschlussstein an den Schmalseiten erhalten. Von den Decksteinen waren noch zwei vorhanden, die ins Innere der Kammer gestürzt waren. Es dürfte sich um einen Großdolmen oder ein Ganggrab gehandelt haben.

### Grab 2
Grab 2 besaß ein nord-südlich orientiertes rechteckiges Hünenbett. Die genauen Maße der Anlage sind nicht überliefert. Über eine Grabkammer ist nichts bekannt.

### Grab 3
Grab 3 besaß ein nordwest-südöstlich orientiertes trapezförmiges Hünenbett mit der Stirnseite im Südosten und der Schmalseite im Nordwesten. Die genauen Maße der Anlage sind nicht überliefert. Über eine Grabkammer ist nichts bekannt.

### Grab 4
Grab 4 besaß ein ost-westlich orientiertes trapezförmiges Hünenbett mit der Stirnseite im Osten und der Schmalseite im Westen. Die genauen Maße der Anlage sind nicht überliefert. Über eine Grabkammer ist nichts bekannt.

### Grab 5
Grab 5 besaß ein nordwest-südöstlich orientiertes trapezförmiges Hünenbett mit der Stirnseite im Südosten und der Schmalseite im Nordwesten. Die genauen Maße der Anlage sind nicht überliefert. Über eine Grabkammer ist nichts bekannt.

### Grab 6
Grab 6 besaß ein ost-westlich orientiertes, wohl rechteckiges Hünenbett, das um 1825 längs durchschnitten war. Die genauen Maße der Anlage sind nicht überliefert. Über eine Grabkammer ist nichts bekannt.

### Grab 7
Grab 4 besaß ein nordost-südwestlich orientiertes trapezförmiges oder rechteckiges und wohl leicht gekrümmtes Hünenbett. Die genauen Maße der Anlage sind nicht überliefert. Über eine Grabkammer ist nichts bekannt.